# Franz Müller
Ne doit pas être confondu avec Franz Müller-Gossen.
Pour les articles homonymes, voir Müller.
Franz Müller, né le 31 octobre 1840 et mort le 14 novembre 1864 à Londres, est un tailleur et meurtrier allemand, auteur du premier meurtre dans un train britannique.
Le 9 juillet 1864 dans un train de la North London Railway (en), il détrousse un paisible bourgeois, Thomas Briggs (banquier de la City) qui meurt des suites de ses blessures. Son forfait lui rapporte trente shillings.
L'affaire a suscité une attention particulière du public en raison du manque de sécurité des lignes ferroviaires à l'époque. Müller est poursuivi jusqu'à New York par Scotland Yard afin d'être appréhendé, jugé et pendu à la prison de Newgate.